# Nizina Środkowomazowiecka
Nizina Środkowomazowiecka (318.7) – makroregion fizycznogeograficzny w środkowej Polsce, wschodnia część Nizin Środkowopolskich.
Dzieli się na 9 mezoregionów:
318.71 Równina Kutnowska
318.72 Równina Łowicko-Błońska
318.73 Kotlina Warszawska
318.74 Dolina Dolnego Bugu
318.75 Dolina Środkowej Wisły
318.76 Równina Warszawska
318.77 Równina Kozienicka
318.78 Równina Wołomińska
318.79 Równina Garwolińska